# Infinite Stratos
Infinite Stratos, também escrito IS <Infinite Stratos> (japonês: IS〈インフィニット・ストラトス〉, Hepburn: IS <Infinitto Sutoratosu>) é uma série de comédia romântica escrita por Izuru Yumizuru com ilustrações de Okiura. Em Abril de 2011 7 volumes foram publicados pela Media Factory com o selo da MF Bunko J . Uma adaptação do manga de Kenji Akahoshi começou a ser publicada na revista Monthly Comic Alive em 27 de Maio de 2010 e uma outra para o  anime foi ao ar no Japão em 6 de Janeiro de 2011 até 31 de Março de 2011, totalizando 12 episódios. O protagonista Ichika Orimura é o único homem do planeta a conseguir operar um IS, um mecha melhor dizendo, e para desenvolver suas habilidades ele é enviado a uma escola de treinamento será o único homem. Foi anunciada uma segunda temporada.

## Enredo
Em um futuro próximo uma cientista japonesa cria um poderoso exoesqueleto, um mecha, chamado Infinite Stratos (IS), possuindo uma tecnologia e uma capacidade de combate muito mais avançada do que qualquer outro sistema de armas, o IS ameaça desestabilizar o mundo. Confrontados com esta realidade as nações do mundo se unem e criam o "Tratado do Alasca" que basicamente rege que os ISs nunca serão usados para fins militares e que a tecnologia deve ser compartilhada para todas as nações, porém a cientista não concordou em dividir sua criação, evidente temendo um desastre, por esta atitude ela vive foragida e o mundo só dispoe de 467 ISs. A introdução do IS na sociedade tem um impacto avassalador, como eles só podem ser operados por mulheres o equilíbrio de poder entre o sexo masculino e feminino é quebrado e as mulheres começam a dominar a sociedade sobre os homens.
Dez anos após os primeiros ISs serem introduzidos o mundo entrou em uma nova era de paz, quebrada com a descoberta de um menino de 15 anos capaz de operar um IS, um japonês chamado Ichika Orimura. Percebendo o potencial o governo japonês força-o a entrar na prestigiada Academia Infinite Stratos, um local onde pilotos representantes de todas as nações são treinados. Assim sua vida escolar é apesar de rigorosa é cercado de mulheres do mundo todo.

## Personagens

### Personagens principais
Ichika Orimura (織斑 一夏, Orimura Ichika)
Dublado por: Kōki Uchiyama
O protagonista de Infinite Stratos. Ele é um estudante do primeiro ano da Academia IS. A irmã mais velha, Chifuyu, é uma lendária piloto de IS que foi quem cuidou dele pois foram abandonados pelos pais muito jovens. Apesar de tratar dura e severamente seu irmão eles se amam. Sendo o primeiro homem a poder pilotar um IS, logo se torna famoso e desperta o interesse de cientistas e engenheiros do mundo todo que querem estuda-lo, por isso a irmã trata logo de fazer com que Ichika entre na academia, pois lá haverá proteção. Ichika ignora, ou melhor, realmente não percebe o fato de que varias alunas têm sentimentos com relação a ele. Ele pilota o Byakushiki (白式, lit. Expressão Branca) IS, é um protótipo, um dos dois únicos de 4ª geração desenvolvido em um curto espaço de tempo entre as classes de IS. Também possui a Yukihira Tipo 2 (雪片弐型, Yukihiria Nigata). Uma versão atualizada da lamina de energia que pertenceu a sua irmã e o Core Número 001, o primeiro núcleo do IS.
Mais tarde, Byakushiki sofre uma segunda transformação, logo após Houki adquirir o Akatsubaki. Como resultado o nome passa a ser Byakushiki Setsura (白式雪羅), é equipado com uma unidade polivalente, detendo agora multiplas funções incluindo um canhão de partículas de  grosso calibre, uma garra de energia para combate de perto e de um escudo de energia. Nesta segunda configuração, o Byakushiki também ganha um aumento de mobilidade através de 4 grandes propulsores na asa permitindo a execução do "Double Ignition Boost".
Houki Shinonono (篠ノ之 箒, Shinonono Hōki)
Dublado por: Yōko Hikasa
Houki é uma aluna do primeiro ano da Academina IS e amiga de infância de Ichika, embora eles não se vissem a seis anos. Ela tem cabelos longos, pretos e  sempre usa um rabo de cavalo. Ela sempre morou em um dojo de kendo  sendo assim desde pequena pratica kendo. Houki ainda compete em nível nacional, inclusive ganhou o campeonato nacional no ano anterior a sua entrada na academia. Ela é integrante do clube de Kendo. Sua irmã mais velha é Tabane Shinonono, simplesmente a cientista japonesa criadora do IS, ainda que Houki a odeie, isso porque seis anos antez Ichika concordou em ser seu namorado caso ela fosse a campeã do torneio nacional de kendo da sua categoria, porém no dia da competição também foi o dia que o IS foi introduzido no mundo. Por ser irmã de Tabane, Houki e sua família foram colocados em proteção pelo governo e sendo forçada a desistir do torneio. Desde este incidente, Houki odeia sua irmã por ela ter se afastado do seu grande amor e também porque a família inteira acabou se separando.
Apesar de não vê-lo por um logo tempo, Houki ainda tem um forte sentimento em relação a Ichika, na academia eles praticam Kendo juntos o que forma novamente um vínculo. Até a chagada de Charles eles dividem o mesmo quarto ela sempre fica com ciúmes quando outras garotas chegam perto dele. Originalmente ela não possui um IS pessoal, mais tarde ela recebe de sua irmã o Akatsubaki (紅椿, lit. vermelho Camellia) IS, é um protótipo, um dos dois únicos de 4ª geração desenvolvido em um curto espaço de tempo entre as classes de IS, armado com as espadas, katana, gêmeas Amatsuki (雨月) Karaware (空裂). O Akatsubaki é revelado como a mais perfeita versão da Yukihira tipo 2 de Ichika e ainda tem um poder chamado de Kenran Butō (絢爛舞踏, "Dança Magnífica"), que permite restabelecer a energia dela e de outro IS quando entram em contato. Porém, como ela ainda não foi qualificada como piloto ela é ainda classe C, considerada então no mesmo nível das outras garotas.
Cecilia Alcott (セシリア オルコット, Seshiria Orukotto)
Dublado por: Yukana
Cecília é uma aluna do primeiro ano da Academia IS e é a cadete representante da Inglaterra, pois faz parte da aristocracia britânica. Seu pai era um homem tímido e mimado que tinha pouca influência dentro e fora da família Alcott, por ver o pai como um homem fraco ela jurou nunca se casar com alguem como ele. Após um acidente de trem 3 anos antes de entrar na academia fica órfã e se vê obrigada a proteger a fortuna herdada, pois o restante da família reclamava que tinham direito a uma porção. Na academia ela quase foi derrotada por Ichika em uma disputa para representante de classe, porém devido há uma tecnicalidade sai vitoriosa da disputa, mais tarde depois de refletir sobre os acontecimentos cede a Ichika a posição de representante. Logo ela começa a vê-lo como um homem de verdade e se apaixona. Ela pilota o Blue Tears (ブルー・ティアーズ, Burū Tiāzu, Lágrimas Azuis) IS, no modo tiro ela se torna uma atiradora de elite, um IS da classe "sniper", pode também lançar quatro, "drones", partes da asa controladas remotamente que atingem o inimigo em média e curta distância ("Blue Tears", dai o nome de seu IS). O Blue Tears também é equipado com Starlight Mark III (スターライトmkIII, Sutāraito mkIII), um grande rifle de energia, e Interceptor (インターセプター, Intāseputā, interceptador), uma lâmina curta usada para combate de curta distância.
Huang Lingyin (凰 鈴音, Fan Rinin)
Dublado por: Asami Shimoda
Lingyin é a cadete representante da China, após saber que Ichika estaria estudando na academia ela deflagra uma verdadeira Guerra para que o governo Chinês a matricule. Como Houki é uma amiga de infância de Ichika, eles se conheceram logo após Houki ser obrigada a se mudar, após ser protegida por Ichika contra quatro valentões da escola se apaixona perdidamente pelo seu protetor. Inicialmente Lingyin é extremamente hostil a Ichika ao perceber que ele não se lembrava de alguns detalhes da promessa feita anos antes (na verdade um mal entendido, como sempre ele entende tudo errado). Ela também é chamada de "Ling" (鈴, Rin). Sua família era dona de um restaurante chinês onde Ichika costumava comer, isso antes de seus pais se divorciarem e voltarem para China. Rin pilota o  Shenlong (甲龍, Shenron/Kōryū) IS, equipado com os poderosos "Impact Cannons" (canhões de impacto) equipado nos ombros e com um alcance curto e médio. Também está armada com Sōten Gagetsu (双天牙月), um par de liuyedao que podem ser conectados para formar uma naginata.
Charlotte Dunoa (シャルロット デュノア, Sharurotto Dyunoa)
Dublado por: |Kana Hanazawa
Charlotte é a representante da França, inicialmente introduzida como "Charles", o Segundo menino capaz de pilotar um IS é transferido para a classe de Ichika. O proposito real é espionar  Ichika e descobrir porque ele é capaz de pilotar um IS e adquirir dados de seu equipamento. Como esta inscrita como homem se torna a companheira de quarto de Ichika. Evidente que através de cenas hilárias Ichika descobre que Charlotte é uma mulher e entende que o pai presidente da maior empresa de IS da França a esta usando, sensibilizado ele decide protege-la. Devido a bravura e sensibilidade de Ichika ela se apaixona. Pilotando o Rafale Revive Custom II (ラファール・リヴァイヴ・カスタムII, Rafāru Revaivu Kasutamu II) IS, um IS de segunda geração, equipado com armas que curto, médio e longo alcance devido a incrivel capacidade de trocar de armas rapidamente no campo de batalha, usa também o “Ignition Boost” e depois de sacadas suas armas podem ser utilizadas por outros pilotos.
Laura Bodewig (ラウラ ボーデヴィッヒ, Raura Bōdevihhi)
Dublado por: Marina Inoue
Laura é a representante da Alemanha, geneticamente modificada ela é um super soldado, também é membro das forças especiais alemãs  Schwarzer Hase (シュヴァルツェア・ハーゼ, Shuvarutsea Hāze, Alemão para "Coelho Preto") e detém o posto de segundo tenente, com olhos vermelho, longos cabelos brancos tem como marca um tapa-olho , isso porque para melhor se adaptar aos ISs ela foi submetida há uma experiência com nano-máquinas o que faz com que seu olho esquerdo brilhe em uma cor amarela. Laura esteve sob a tutela de Chifuyu quando foi treinada na Alemanha para pilotar, nutrindo um profundo respeito e admiração vê em Chifuyu um modelo a se espelhar principalmente quando ela sofria de uma depressão devido a fracassos no exército alemão. Note-se que seu nome atual é na verdade um codinome dado a ela pelos militares alemães e seu nome verdadeiro ainda é desconhecido.
O objetivo original de Laura era punir Ichika que a seus olhos foi por sua causa que Chifuiu desiste da luta no Segundo campeonato internacional de luta de IS. Laura não sabe que Ichika foi sequestrado e sua irmã foi salva-lo. De cara Laura derrota facilmente Ling e Cecilia, mas em um torneio de duplas interno entre classes ela é espancada pela dupla Ichika e Charlotte em desespero ela enlouquece e vira um “berserk” e derrota Charlotte e Ichika, mas Ichika não desiste e consegue para-la. Em um inter espaço do IS ele a consola, percebendo o quanto Ichika é especial se apaixona, vendo que a verdadeira força é que na liberdade de escolha que ele detém de sempre optar em ajudar as pessoas que estão a sua volta e os conselhos de Chifuyu Laura decide se tornar a guarda-costas de Ichika protegendo-o das outras meninas e ela não perde tempo trata logo de dar um beijo na boca na frente de toda a classe e declara minha esposa (uma equívoco a respeito do conhecimento da cultura japonesa) e não vai aceitar qualquer objeção a respeito. Laura pilota o Schwarzer Regen (シュヴァルツェア レーゲン, Shuvarutsea Rēgen, Alemão para "Chuva Negra") IS,  dispõe de uma artilharia de médio a longo alcance.

### Corpo docente IS
Chifuyu Orimura (織斑 千冬, Orimura Chifuyu)
Dublado por: Megumi Toyoguchi
Chifuyu têm 24 anos, é a irmã mais velha de Ichika é a professora encarregada da classe de seu irmão. Chifuyu pilotava como representante do Japão a primeira geração de IS, em algum ponto antes de se aposentar foi considerada a mais forte. Durante sua aposentadoria se dividia entre seus deveres profissionais e sempre cuidou de Ichika, aliás, há um sentimento profundo entre os dois por terem somente um ao outro como família. Chifuyu se levanta sozinha e assume toda a responsabilidade. Também foi Chifuyu que inscreveu Ichika na academia para mantê-lo seguro de outros países. Ela é a primeira detentora de Yukihira, a poderosa espada de energia que agora esta com Ichika. Chifuyu era uma amiga bem próxima de Tabane Shinonono, a criadora dos ISs, o que também explica como Ichika e Houki se tornaram amigos na infância.
Maya Yamada (山田 真耶, Yamada Maya)
Dublado por: Noriko Shitaya
Maya é a instrutora responsável juntamente com Chifuyu da classe de Ichika, já foi a cadete representante do Japão. Inteligente e tímida para assuntos pessoais se mostra extremamente forte pilotando um IS.

### Outros personagens
Tabane Shinonono (篠ノ之 束, Shinonono Tabane)
Dublada por: Yukari Tamura
Tabane é irmã mais velha de Houki e criadora do IS. Ela desapareceu misteriosamente após a introdução da IS, e atualmente é a pessoa mais procurada no mundo, muitas nações a procuram para se apoderarem de seu conhecimento sobre o IS. Ela é uma amiga próxima de Chifuyu, irmã mais velha de Ichika. Houki a culpa pelo que aconteceu com sua família e por ter sido afastada de Ichika seis anos atrás, em alguns momentos parece ser ódio mesmo. Apesar de sua inteligência, ela é um pouco excêntrica e age de maneira infantil até para aqueles que a conhecem. Ela tem uma mania de coelhos, portanto, usa orelhas de coelho de metal em sua cabeça, inclusive chega em uma nave cenoura para dar o IS de Houki.
Dan Gotanda (五反田 弾, Gotanda Dan)
Dublado por:|Makoto Yasumura
Dan é um amigo próximo de Ichika dos tempos do ensino médio. Irmão de Ran Gotanda e conhece também Rin.
Ran Gotanda (五反田 蘭, Gotanda Ran)
Dublada por:|Noriko Obato
Ran é a irmã mais nova de Dan, frequenta um colégio interno e esta no terceiro ano do ensino médio, é presidente do conselho estudantil e aparentemente também tem sentimentos por Ichika.
Clarissa Harfouch (クラリッサ・ハルフォーフ, Kurarissa Harufōfu)
Dublada por: |Kei Mizusawa
Clarissa é companheira de Laura e Comandante dos  Schwarzer Hase (Coelho Negro) uma força especial da Alemanha. Assim como Laura e todas as outras que fazem parte usa um tapa olho. Clarissa é um Otaku,  é quem ensina Laura sobre a cultura japonesa através de anime e mangá, esta ai a explicação para as confusões que Laura faz.  É o piloto que opera o  Schwarzer Zweig (シュヴァルツェア・ツヴァイク, Shuvarutsea Tsuvaiku, Alemão para "Braço Negro") IS.
Natasha Fairs (ナターシャ・ファイルス, Natāsha Fairusu)
É um IS que saiu do controle se tornando um “berseker”   o Evangelho Prateado (銀の福音, Shirubario Gosuperu) é de construção Américo- Israelita. Somente é detido com a colaboração de Ichika e as meninas. Como agradecimento por ter salvado sua vida Natasha, piloto do Gospel, beija Ichika na bochecha o que desencadeia uma ira as meninas. No anime Natasha não aparece e o Gospel é um IS não tripulado.
Tatenashi Sarashiki (更識 楯無, Sarashiki Tatenashi)
Presidente do conselho estudantil da academia Infinite Stratos, é a mais poderosa piloto de um IS, afinal esta posição só é concedida a mais forte aluna da academia.

## Terminologia
Infinite Stratos (インフィニット・ストラトス, Infinitto Stratosu)
Também abreviado como “IS”, é um poderoso exoesqueleto que possuem tecnologia e uma avançada capacidade de combate. Originalmente desenvolvido para exploração espacial se tornou a arma de maior desejo mundial. Os ISs são divididos em unidades de treinamento e pessoal.
Uchigane (打鉄)
É um IS de treinamento, desenvolvido para ser usado pelos cadetes, é como um IS comum, porém suas configurações permanecem as mesmas independente do usuário.
IS Pessoal ou Próprio
São unidades especiais porque podem mudar suas configurações para se adequar ao usuário. Difícil de usar em sua formatação original, porém ao se formatarem para os usuários se tornam uma extensão do corpo. Habilidades pessoais é quando excede as habilidades de treinamento proporcionando uma maior velocidade e capacidade de manobra. As unidades são divididas em 4 gerações e cada uma superando a antiga em termos de especificações gerais.
Núcleo do IS
A caixa-preta é o que faz funcionar um IS. Como apenas 467 núcleos foram desenvolvidos, a seu próprio IS, geralmente quem os tem são oficiais de alta patente ou executivos de organização e corporações de grande porte no mundo somente os pilotos.
Mondo Grosso (モンド・グロッソ, Mondo Gurosso)
O Torneio Internacional de Luta de IS é realizado a cada três anos. A última edição foi ganha pela Itália com o IS “tempest” (tempestade).
Absolute Defense
Escudo de energia que envolve o usuário sempre que um ataque direto é feito ao seu corpo. Consome muita energia, mas em troca protege o corpo do piloto durante os jogos. Quando a energia do escudo acaba a luta é terminada.
Impact Cannon
Um canhão comprime o ar e dispara como uma bala, sua vantagem é que tanto o tambor quanto a bala são invisíveis a olho nu. É a arma especial de Shenlong, também é conhecido como Canhão do Dragão (龍咆, Ryūhō).
Ignition Boost
Uma explosão de velocidade que permite ao piloto se locomover rapidamente por um momento serve para cercar o inimigo ou escapar.
A.I.C.
Abreviatura de Active Inertia Canceller Active Inertia Canceller (アクティブ・イナーシャル・キャンセラー, Akutibu Ināsharu Kyanserā) em português Cancelador Ativo de Inércia, um sistema concebido para anular a inércia de uma massa em movimento. Em termos simples, para o movimento de qualquer objeto que o piloto desejar. É a arma do Regen Schwarzer de Laura, seu ponto fraco é contra vários adversários, pois no momento em que só pode paralisar um inimigo.
Valkyrie Trace System (ヴァルキュリー・トレース・システム, Varukyarī Torēsu Shisutemu)
Também Conhecido como Sistema de TV, é um programa desenvolvido para aumentar o desempenho do IS imitando os antigos vencedores de Mondo Grosso. Ichika percebe de imediato que quando Laura de torna um “Berseker” faz o movimento exato da técnica de sua irmã. Devido a varias razões incluindo a segurança do piloto, a pesquisa, desenvolvimento e aplicação deste sistema é estritamente proibida pelo Tratado.

## Mídia

### Light novels
Infinite Stratos Começou como uma série de romance escrita por Izuru Yumiziro com ilustrações fornecidas pelo Okiura. O primeiro volume foi publicado pela Media Factory através de seu selo MF Bunko J em 31 de maio de 2009. A partir de 8 de Abril de 2011, sete volumes foram lançados.
Os romances foram traduzidos para o chinês tradicional e o primeiro volume publicado e lançado pela Sharp Point Press em 9 de Novembro de 2010. As traduções chinesas foram suspensas por tempo indeterminado. Yumiziro cita que a Media Factory estava negociando contrato com representantes do exterior sem o consentimento do autor e por esta razão que houve a suspensão, disse também que se necessário estaria disposto a discutir esta questão no tribunal..

#### Lista de volumes
| Nº | Data de Lançamento     | ISBN                   |
| 01 | 25 de Maio de 2009     | ISBN 978-4-8401-2788-2 |
| --- | ---------------------- | ---------------------- |
| 1. "Meus Colegas de Classe são todas Garotas" (クラスメイトは全員女, Kurasumeito wa Zennin Onna, em inglês: "My Classmates Are All Girls") 2. "Disputa de Seleção do Representante de Classe" (クラス代表決定戦, Kurasu Daihyō Ketteisen, em inglês: "Class Representative Runoff") 3. "A Estudante Transferida é uma Segunda Amiga de Infância" (転校生はセカンド幼なじみ, Tenkōsei wa Sekando Osananajimi, em inglês: "The Transfer Student is my Second Childhood Friend") 4. "Batalha Decisiva! A Partida da Liga de Classes" (決戦!クラス対抗戦, Kessen! Kurasu Taikousen, em inglês: "Showdown! The Class League Match", 決戦!クラス対抗戦) Kessen! Kurasu Taikousen                   |                        |                        |
| 02 | 25 de Agosto de 2009   | ISBN 978-4-8401-2870-4 |
| 1. "Garoto encontra Garoto" (ボーイ・ミーツ・ボーイ, Bōi Mītsu Bōi, em inglês: "Boy Meets Boy") 2. "Meu Colega de Quarto é um Cavalheiro Loiro" (ルームイトはブロンド貴公子(ジェントル), Rūmumeito wa Burondo Jentoru, em inglês: "My Roommate is a Blond Gentleman") 3. "Blue Days, Red Switch" (ブルー・デイズ・レッド・スイッチ, Burū Deizu Reddo Suicchi, em inglês: "Blue Days, Red Switch") 4. "Desvende Minha Mente" (ファインド・アウト・マイ・マインド, Faindo Auto Mai Maindo, em inglês: "Find Out My Mind") 5. "Epílogo: Sono Profundo de Carmesin" (エピローグ: 深なる紅(あか)のまどろみより, Epirōgu: Fukanaru Aka no Madoromi yori, em inglês: From the Crimson's Deep Sleep) |                        |                        |
| 03 | 25 de Dezembro de 2009 | ISBN 978-4-8401-3086-8 |
| 1. "Fazedor de Chuva" (乙女の心は晴れのち曇り(レイン・メーカー), Rein Mēkā, em inglês: "Rain Maker") 2. "Ocean's Eleven!" (海に着いたら十一時!(オーシャンズ・イレブン), Ōshanzu Irebun!, em inglês: "Ocean's Eleven!") 3. "Tênue Linha Vermelha" (その境界線の上に立ち(シン・レッド・ライン), Shin Reddo Rain, em inglês: "Thin Red Line") 4. "Fino Branco" (雪羅(ドレッシィ・ホワイト), Doresshī Howaito, em inglês: "Dressy White") 5. "Epílogo: Seu nome é" (エピローグ: 君の名は(ユア・ネイム・イズ), Epirōgu: Yua Neimu Izu, em inglês: "Epilogue: Your Name is) |                        |                        |
| 04 | 25 de Março de 2010    | ISBN 978-4-8401-3179-7 |
| 1. "Bem-vindo ao Verão" (ウェルカム・イン・ザ・ザマー, Werukamu in za Samā, em inglês: "Welcome in the Summer") 2. "Rapisodia de Dois Gatinhos" (二匹の子猫のラプソディー, Nihiki no Koneko no Rapusodī, em inglês: "Rhapsody of Two Kittens") 3. "Sonho de Uma Noite de Verão" (真夏の夜の夢, Manatsu no Yoru no Yume, em inglês: "Midsummer Night's Dream") 4. "Lovesick Quintet" (恋に騒がす五重奏(クインテット), Koi ni Sawagasu Kuintetto, em inglês: "Lovesick Quintet") 5. "Epílogo:Caçadores Noturnos na Escuridão" (エピローグ: 暗がりに潜みし闇苅, Epirōgu: Kuragari ni Hisomishi Kuragari, em inglês: Epilogue:Night Hunters in the Darkness)                                     |                        |                        |
| 05 | 25 de Junho de 2010    | ISBN 978-4-8401-3428-6 |
| 1. "Analgésico do Coração" (恋スル☆舌下錠(ハート・ペインキラー), Hāto Peinkirā, em inglês:"Heart Painkiller") 2. "A Presidente do Conselho Estudantil é uma Mulher" (生徒会長は猫座の女, Seitokaichō wa Nekoza no Onna, em inglês: "The Student Council President is a Felis Woman") 3. "Melodia da Cinderella" (硝子少女(シンデレラ・ヒール)の透色和音, Shinderera Hīru no Sukiiro Waon, em inglês: "Clear Melody of Cinderella's Heel") 4. "Dama Misteriosa" (ミステリアス・レイディ, Misuteriasu Reidi, em inglês: "Mysterious Lady") 5. "Epílogo: O Começo da História" (エピローグ: ｢ものがたり｣のはじまり, Epirōgu: Monogatari no Hajimari, em inglês: "Beginning of the Story)        |                        |                        |
| 06 | 24 de Dezembro de 2010 | ISBN 978-4-8401-3516-0 |
| 1. "O Silêncio" (静かなるもの, Shizukanaru Mono, em inglês: "Silent Ones") 2. "Ressoem, A canção de Vitória da Donzela" (鳴り響け、乙女の凱歌, Narihibike, Otome no Gaika, em inglês: "Resound, Maiden's Victory Song") 3. "Canhão Veloz" (弾丸のように、速く(キャノンボール・ファスト), Kyanonbōru Fasuto) 4. "Coração Partido" (ハートブレイカー, Hātobureikā, em inglês: "Heartbreaker") 5. "Epílogo: Reflexo na Superfície das Águas" (エピローグ: 水面映し, Epirōgu: Minamo Utsushi, em inglês: "Reflection on the Water's Surface") |                        |                        |
| 07 | 8 de Abril de 2011     | ISBN=978-4-8401-3856-7 |

### Manga
Uma adaptação do manga de Kenji Akahoshi começou a ser publicada em seinen na revista Monthly Comic Alive em 27 de maio de 2010 até Julho de 2010. O primeiro tankōbon foi lançado em 22 de Dezembro de 2010, e o segundo tankōbon em 23 de março de 2011.

### Internet radio
Uma rádio da internet chamada Radio IS, produzida pela Super A&G+, foi ao ar em 1 de Janeiro até 1 de Março de 2011. O programa foi apresentado por Yōko Hikasa, a dubladora de Houki Shinonono e Asami Shimoda, a dubladora de Huang Lingyin (Rin). O primeiro episódio ficou disponível nos arquivos de músicas por res semanas enquanto os subsequentes ficaram somente por duas semanas. Um segundo programa, chamado Radio IS Overtime (RADIO IS 延長戦, Rajio IS Enchōsen) começou no ar em 9de abril de 2011 e serão quatro episódios quinzenais até 21 de Maio de 2011.

### Anime
Uma adaptação para o anime foi anunciada primeiramente para 21 de Junho de 2010, e a seu site em oito de agosto de 2010. A adaptação é dirigida por Yasuhito Kikuchi que também dirigiu Macross Frontier juntamente com a 8-Bit. O responsável pelo desenho dos personagens e diretor de animação do anime é Takeyasu Kurashima e o responsável pelo dos mechas fica por conta de Takeshi Takakura. O roteiro foi escrito por Atsuhiro Tomioka, Chinatsu Hōjō, e Fumihiko Shimo. O anime foi ao ar no Japão entre 6 de Janeiro até 31 de março de 2011 através da TBS, subsequente foi transmitido também pelas Chubu-Nippon Broadcasting, Sun Television, KBS, e BS-i. Seis DVD e Blu-ray serão lançados entre 30 de março até 30 de Setembro de 2011. O anime esta licenciado na América do Norte pela, Sentai Filmworks que simultaneamente disponibilizará através da Anime Network em seu site. Os três primeiros episódios estrearam em 23 de Janeiro de 2011, seguindo com um episódio por semana.

#### Lista de episódios
| Nº | Título | Estreia na TV           |
| 01 | My class is full of female students クラスメイトは全員女\|Kurasumeito wa Zenin Onna                              | 6 de Janeiro de 2011    |
| --- | --- | ----------------------- |
| Ichika Orimura esta frequentando a Academia Infinite Stratos, como ele é o primeiro homem do mundo a conseguir pilotar um IS ele se torna a sensação entre os estudantes que claro são todas garotas - Como sua Irma mais velha Chifuyu, uma ex-piloto de IS, é a professora responsável pela sua classe, Ichika se sente desconfortável e despreparado. - Mais tarde ele descobre que “seu” companheiro de quarto é sua amiga de infância, a campeã de Kendo Houki Shinonono, que ele não via há seis anos. - Quando sua classe resolve elege-lo representante, a nobre cadete britânica, Cecilia Alcott é contra e desafia-o a um duelo para decidir quem vai ocupar o cargo. | |                         |
| 02 | Class Representative Runoff! クラス代表決定戦!\|Kurasu Daihyō Ketteisen!                                         | 13 de Janeiro de 2011   |
| Chifuyu conta a Ichika que ele receberá o seu próprio IS até o duelo com Cecilia, uma raridade já que só existem 467 núcleos de IS criados por Tabane Shinonono, irmã mais velha de Houki, antes de seu desaparecimento. - Para se preparar, Houki aceita treina-lo praticando Kendo. - Um dia antes da luta, Ichika recebe os seus IS, o Byakushiki para a luta contra o Blue Tears, IS de Cecilia. - Cecilia começa a luta com vantagem, como ela é uma sniper consegue atacar a longa distância enquanto Ichika tem que lutar a curta distância, mas Ichika consegue fazer a primeira transformação, uma configuração melhor do seu IS, e passa a usar a espada de energia Yukihira Type 2. Quando Ichika esta a milímetros de atingir Cecilia a luta é declarada finalizada e Cecilia é a vencedora isso porque a energia de sua espada e escudo estão esgotados. Mesmo perdendo Ichika aceita que Houki continue a treina-lo enquanto isso Cecilia mesmo ganhando se sente insegura de si mesma. | |                         |
| 03 | The Transfer Student is my Second Childhood Friend 転校生はセカンド幼なじみ\|Tenkōsei wa Sekando Osananajimi     | 20 de Janeiro de 2011   |
| Cecilia começa a gostar de Ichika e cede a posição de representante de classe, para total desgosto de Houki. - No dia seguinte Ichika encontra Rin (Lingyin), A nova estudante transferida da China que também é uma amiga de infância e representante de classe de outra sala. - Houki e Cecilia ficam com inveja. - Ao saber que Houki é companheira de quarto de Ichika, Rin tenta convencer Houki a trocar de lugar com ele, Houki recusa. - Rin fica brava com Ichika após ele não se lembrar da promessa que fizeram na infância e quer resolver isso no torneio Inter classes. - Ichika se prepara agora para enfrentar Rin e seu IS Shenlong. | |                         |
| 04 | Showdown! The Class League Match 決戦!クラス対抗戦(リーグマッチ)\|Kessen! Kurasu Rīgu Macchi                     | 27 de Janeiro de 2011   |
| Ichika e Rin lutam no Inter classes, mas o confronto é interrompido quando um misterioso IS ataca a arena. - Para proteger a todos que assistiam a luta Ichika e Rin começam a batalha e logo percebem que se trata de um IS não tripulado, juntamente com Cecilia conseguem derrota-lo, mas não antes de Ichika sofrer um ferimento. - Quando Ichika recobra a consciência Rin esta sobre ele, quando questionada a respeito de que a promessa poderia ter um sentido diferente do que ele entendeu Rin envergonhada nega. - Enquanto isso, Chifuyu e Maya examinam o IS derrotado e confirmam que não era tripulado e que é um núcleo que não faz parte dos 467 conhecidos pelo mundo. | |                         |
| 05 | Boy Meets Boy ボーイ・ミーツ・ボーイ\|Bōi Mītsu Bōi                                                              | 3 de Fevereiro de 2011  |
| Maia avisa a Houki que ela terá seu quarto, irada pela total falta de atitude de Ichika ela vai embora, - mais tarde Ichika promete que vai sair com ela caso seja vitoriosa no torneio Inter classes o que fomenta um rumor que a vencedora do torneio terá um encontro com Ichika. - Ao mesmo tempo um estudante transferido da França chega, seu nome é Charles Dunoa, para a alegria das meninas. - Charles agora é o companheiro de quarto de Ichika. - Enquanto a Classe de Rin e Ichika praticam juntas Chifuyu coloca Rin e Cecilia para lutar contra Maya que pilota um “Rafale Revive”, 2ª geração de IS fabricado pela empresa do pai de Charles, Maya derrota facilmente as duas cadetes com seus ISs mais sofisticados. - Mais Tarde Ichika vai almoçar com Houki, Lingyin, Cecilia e Charles, todas querem que Ichika prove seus lanches e ficam iradas ao ver que ele gostou mais da comida da Houkie ainda por cima serviu na boca. - No dia seguinte outra estudante vinda da Alemanha é transferida, Laura Bodewig, uma conhecida de Chifuyu, para surpresa da classe Laura imediatamente vai até Ichika e lhe da um tapa na cara declarando que o reconhece como irmão de Chifuyu. | |                         |
| 06 | My Roommate is a Young, Blonde Nobleman ルームメイトはブロンド貴公子（ジェントル）\|Rūmumeito wa Burondo Jentoru | 7 de Fevereiro de 2011  |
| Depois de perder para Charles em um treino prático, Ichika começa uma sessão de treinos que é interrompida por Laura que quer lutar sério com Ichika, que recusa imediatamente. - No caminho de volta vê Laura conversando com Chifuyu, implorando-lhe que volte a Alemanha e que a academia não merece alguém como ela, Chifuyu trata logo de dispensa-la e não lhe da ouvidos. - É revelado que durante o segundo Mondo Grasso Ichika foi raptado e que Chifuyu perde a final para resgata-lo. - Ao chegar ao dormitório Ichika entra no banheiro e surpreende Charles no banho descobrindo que ele na verdade é uma garota. - Charles revela que é uma filha ilegítima e que foi levada pela empresa de seu pai assim que a mãe morreu, o objetivo era espionar, pois a empresa de seu pai esta com dificuldades financeiras. - Ichika simpatiza com ela e decide ajudar, insiste para que ela não abandone a academia porque ela tem Imunidade Diplomática. - Enquanto isso, Laura, que culpa Ichika por ter maculado o nome de Chifuyu remove o tapa-olho revelando um olho dourado e jura vingar-se dele. | |                         |
| 07 | Blue Days ~ Red Switch ブルー・デイズ/レッド・スイッチ\|Burū Deizu/Reddo Suitchi                                 | 17 de Fevereiro de 2011 |
| Houki se sente pressionada a vencer o torneio Inter classes, tudo isso porque o boato de que a vencedora terá um encontro com Ichika se alastrou em proporções incríveis. - Cecilia e Lingyin (Rin) se preparam treinando juntas, Laura aparece e depois de provoca-las começa uma luta entre as três garotas, - Laura é bem superior e as vence facilmente e não cessa os ataques até que Ichika e Charles interferem salvando a vida das meninas que estavam sendo espancadas. - Logo em seguida Chifuyu põe um fim definitivo na batalha e proíbe qualquer luta até o torneio. - É anunciado que as lutas serão em duplas. | |                         |
| 08 | Find Out My Mind ファインド・アウト・マイ・マインド\|Faindo Auto Mai Maindo                                      | 24 de Fevereiro de 2011 |
| Começa a luta entre Ichika-Charles contra Laura-Houki, - Laura foca seus ataques em Ichika e ignora Houki completamente e assim é eliminada por Charles rapidamente. - Ichika e Charles através de um fantástico trabalho de equipe conseguem subjugar Laura, que caída lembra-se de seu passado e se irrita, não querendo desistir Laura enlouquece e completamente absorta em seu IS que agora é uma grande e escura figura. - Ichika recebe de Charles oque resta de energia e usando a Yukihira vence e resgata Laura. - Ao recobrar a consciência Laura lembra de Ichika e de suas palavras ao salva-la, - Chifuyu explica do porque da transformação e após conversarem Laura entende que tem que seguir seu próprio caminho e não tentar ser uma Chifuyu.- É inaugurado o banho masculino - Charles diz a Ichika que ficará na academia, mas sem mentiras assumindo que é uma garota, Charlotte. - Quando todos descobrem a verdade, Lingyin, em uma fúria de ciúmes invade a sala de Ichika quebrando a parede e dispara com seu canhão, - Ichika é salvo por Laura, que o beija na boca na frente das garotas e diz que ele será “sua esposa” para choque geral das alunas. | |                         |
| 09 | Ocean's Eleven! 海に着いたら十一時(オーシャンズ・イレブン)!\|Ōshanzu Irebun!                                     | 3 de Março de 2011      |
| Houki liga para sua irmã, Tabane, que revela que seu IS pessoal esta pronto, o Akatsubak. - Depois do incidente do beijo, Ichika acorda e vê que Laura dormiu com ele, - Houki aparece no quarto e possessa de ciúmes arrebenta com Ichika. - Mais tarde Ichika e Charlotte vão até o shopping juntos para que Charlotte compre biquínis para poder ir a praia. Lingyin, Cecília e Laura os seguem. - Quando Charlotte percebe que esta sendo seguida se esconde com Ichika em um provador mas é descoberta por Chifuyu e Maya. - Durante a temporada na praia as garotas tentam se aproximar de Ichika usando todas as desculpas possíveis.- Com a chegada do por do sol Chifuyu conversa com Houki a respeito de Tabane e acredita que ela irá aparecer no dia 7 de Julho com Akatsubaki. | |                         |
| 10 | hin Red Line その境界線の上に立ち(シン・レッド・ライン)\|Shin Reddo Rain                                         | 10 de Março de 2011     |
| Depois de pegar as meninas espiando enquanto Ichika lhe fazia uma massagem Chifuyu conversa com as meninas a respeito de seu sentimentos em relação a Ichika e lhes da um conselho.- No dia seguinte a excêntrica irmã de Houki, Tabane aterrissa e entrega o IS pessoal, o Akatsubaki, a 4ª geração e mais avançado que os outros. - Porem, Chifuyu recebe a noticia que um IS de fabricação Américo Israelense não tripulado fugiu do controle, é o Evangelho Prateado. Após pondera a situação, Chifuyu ordena que Ichika e as meninas parem-no, - Houki e Ichika vão na frente para intercepta-lo. | |                         |
| 11 | Get Ready ゲット・レディ\|Getto Redi                                                                             | 24 de Março de 2011     |
| Antes de começar a operação, Chifuyu pede a Ichika ficar atento com Houki que esta muito entusiasmada. - Ichika e Houki começam a batalha e quando parece que eles vão vencer Ichika vê um barco pesqueiro e para protegê-los não disfere o golpe final, - Houki fica brava por não seguir o plano e é repreendida por ele. - O Evangelho prateado disfere um ataque surpresa, - para proteger Houki Ichika se coloca a frente e recebe o ataque total. - Ferido gravemente Houki se culpa e decide nunca mais pilotar mas Cecilia, Lingyin, Charlotte e Laura convencem-na a pilotar novamente e juntas desobedecendo as ordens vão atrás do Evangelho Prateado. | |                         |
| 12 | Your Name Is 君の名は(ユア・ネーム・イズ)\|Yua Nēmu Izu                                                          | 30 de Março de 2011     |
| Enquanto as meninas lutam, Ichika desacordado sonha que conhece uma menina guerreira que pergunta se ele quer ficar mais forte e para que. – Enquanto, Houki consegue cortar as asas do Prateado e faze-lo cair no oceano. – Prateado volta das águas com asas que parecem asas de anjo e avança para derrotar Houki e as outras. – Houki ainda no chão é despertada por Ichika presenteando-a com uma fita de cabelo e desejando feliz aniversário. – Com o esforço combinado de todos o prateado é derrotado Chifuyu repreende a todos por terem desobedecido uma ordem direta mas os presenteia com um merecido descanso. – No penhasco, Chifuyu tem uma conversa com Tabane e acredita que ela foi quem fez de Ichika o único homem a poder pilotar um IS e também é responsável pelo incidente. - Tabane revela que o que aconteceu com Ichika é uma coicidencia mas admite que foi a responsável pelo Evangelho Prateado ter saído do controle para sua irmã Houki ter um “batismo” em sua estreia no mundo dos IS. - Tabane desaparece. – Na praia Houki pede desculpas a Ichika pelos machucados que ele sofreu. - Quando eles estão prestes a se beijar. Cecilia, Lingyin, Charlotte, e Laura cheias de ira vão com tudo para cima de Ichika que pega Houki no colo e foge debaixo de toda a artilharia desferida pelas meninas. | |                         |

## Música
A Trilha Sonora do anime é composição de Hikaru Nanase. A música tema de abertura se chama "Straight Jet", cantada por Minami Kuribayashi. A música de tema final se chama "Super∞Stream", sendo que no primeiro episódio quem canta é Yōko Hikasa, no Segundo e terceiro episódios versão de Hikasa e Yukana, no quarto e quinto de Hikasa, Yukana e Asami Shimoda, no sexto e sétimo Hikasa, Yukana, Shimoda e Kana Hanazawa e a versão final para todos os outros episódios por Hikasa, Yukana, Shimoda, Hanazawa e Marina Inoue. Cada versão da música reflete o personagem que está em evidencia com Ichika no episódio, perceba também que em cada final uma das garotas corre mais perto de Ichika. Um CD single de "Straight Jet" foi lançado em 26 de Janeiro de 2011 e um single para "Super∞Stream"  em 16 de Fevereiro de 2011. Ambos foram produzidos pela Lantis.

## Curiosidades
Os romances (light novels) venderam juntos 1.2 milhões de copias até hoje.
O tema de abertura do anime, "Straight Jet", chegou a ficar em 16º, e a música final, "Super∞Stream", em 10º na Oricon.
O lançamento em Blu-ray disc  vendeu 22.000 cópias na primeira semana, se tornando o sexto a alcançar o número 1 logo na primeira temporada na lista da  Oricon's Blu-ray Disc  em vendas.